# Кавалори, Мирабелло
Мирабелло Кавалори (итал. Мirabello Cavalori; 1535, Салинкорно — 1572) — итальянский живописец периода маньеризма флорентийской школы.

## Биография
Кавалори родился в Салинкорно, недалеко от Монтефортино (Марке). Он был современником Мазо да Сан-Фриано и моложе Джорджо Вазари, который нанял Кавалори вместе с другими флорентийскими живописцами для оформления Студиоло Франческо I в Палаццо Веккьо. В этом интерьере Кавалори создал два панно: «Шерстопрядильня» (Lanificio) и «Жертвоприношение Лавинии» (Sacrificio di Lavinia). Также в Палаццо Веккьо хранится картина Кавалори «Исаак благословляет Иакова».
Кавалори, возможно, был учеником Микеле Тозини, в мастерской которого он подружился с Джироламо Маккиетти, которым с которым он делил общую мастерскую между 1545 и 1555 годами, создав серию произведений «в четыре руки», запомнившихся его биографу Джорджо Вазари, но позднее утерянных. В своём творчестве Кавалори испытал влияния Андреа дель Сарто, Россо Фьорентино и, более других, Понтормо.

## Галерея

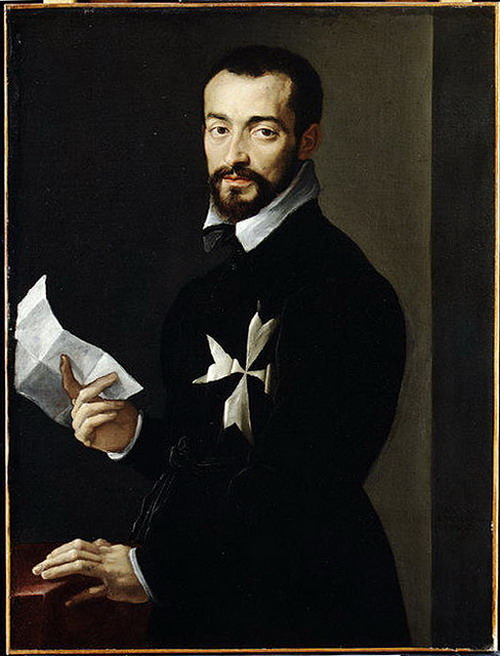
Портрет рыцаря Мальтийского ордена
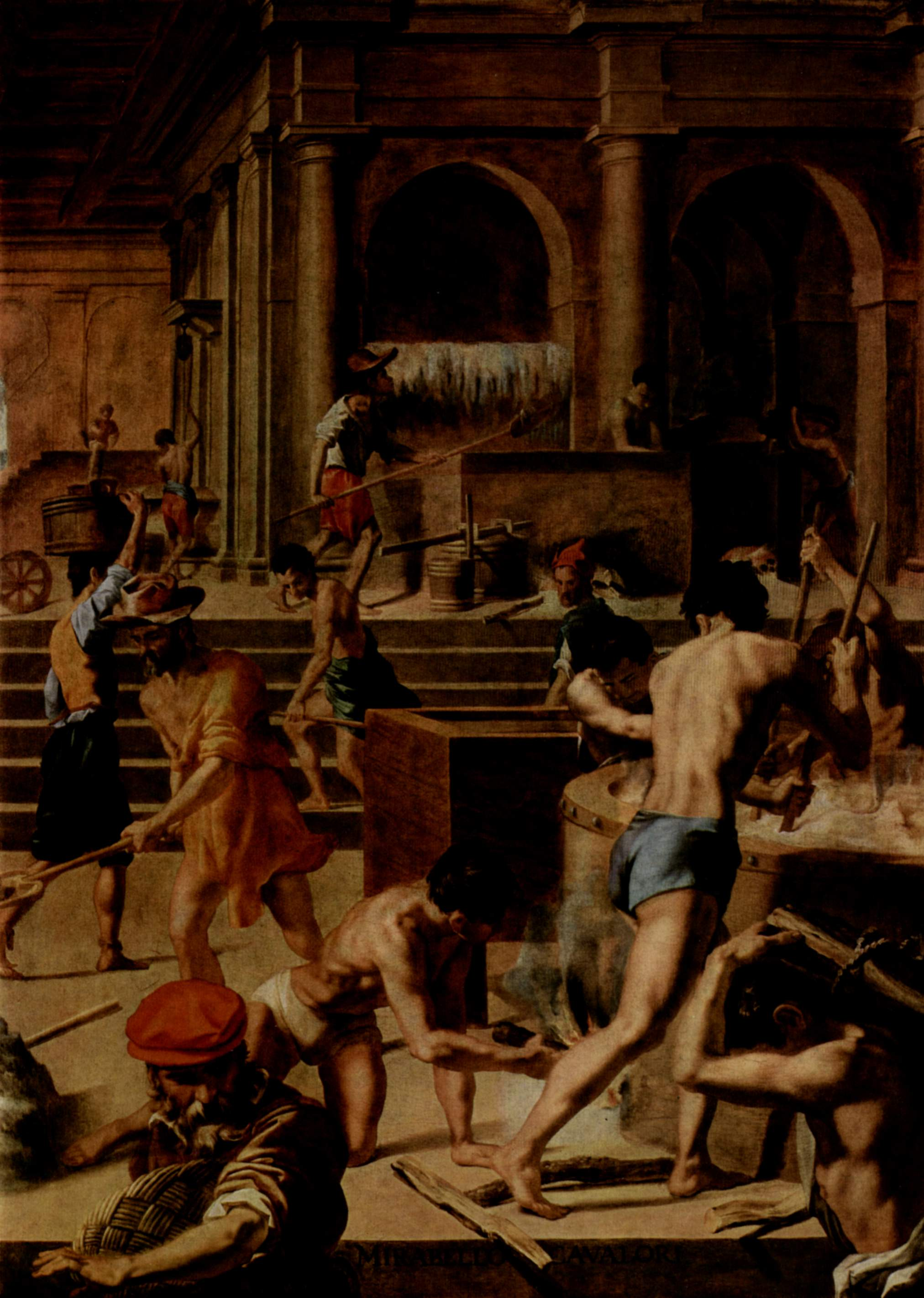
Шерстопрядильня. 1570—1572. Холст, масло. Студиоло Франческо I, Палаццо Веккьо, Флоренция
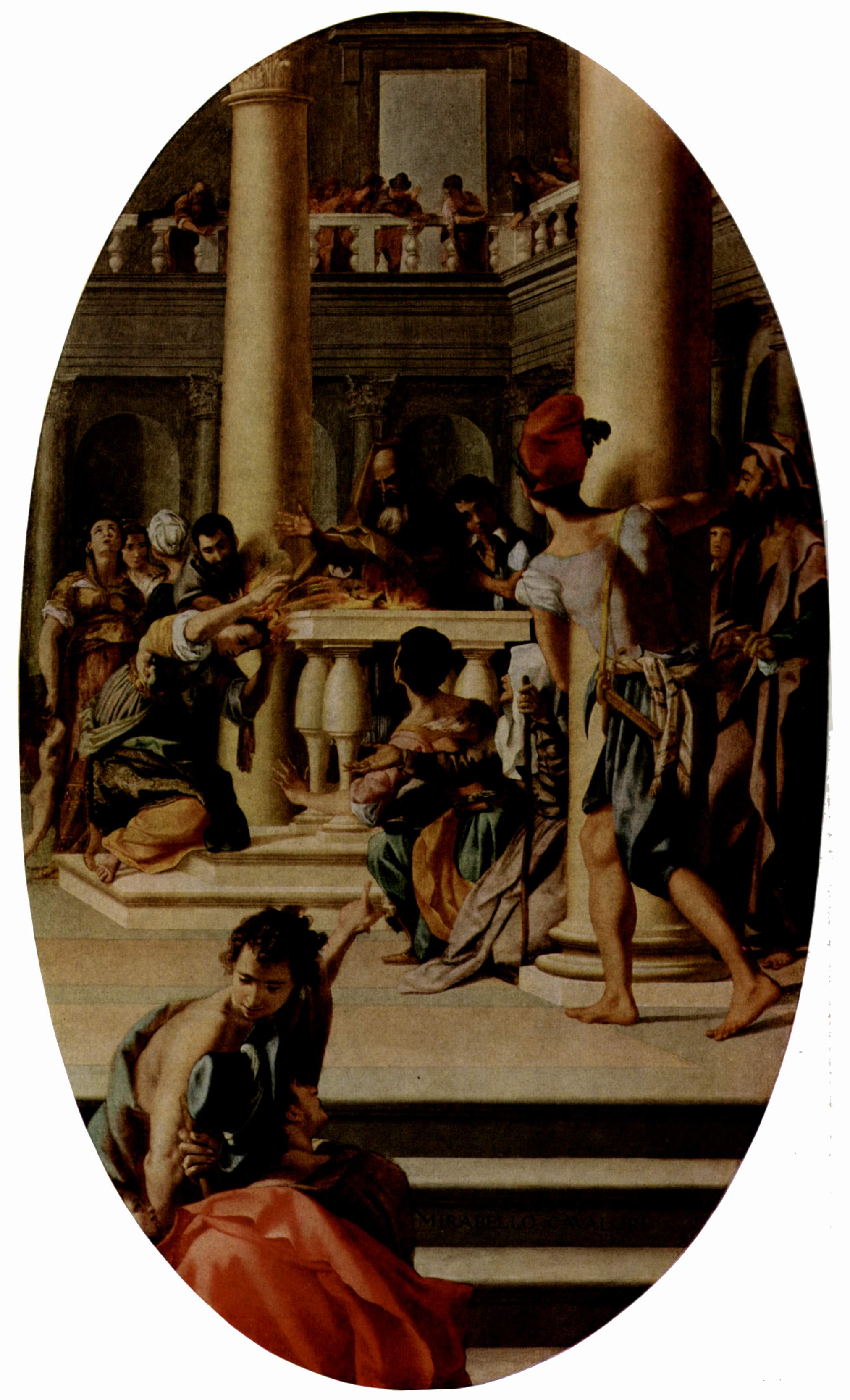
Жертвоприношение Лавинии. 1570—1573. Холст, масло. Студиоло Франческо I, Палаццо Веккьо, Флоренция
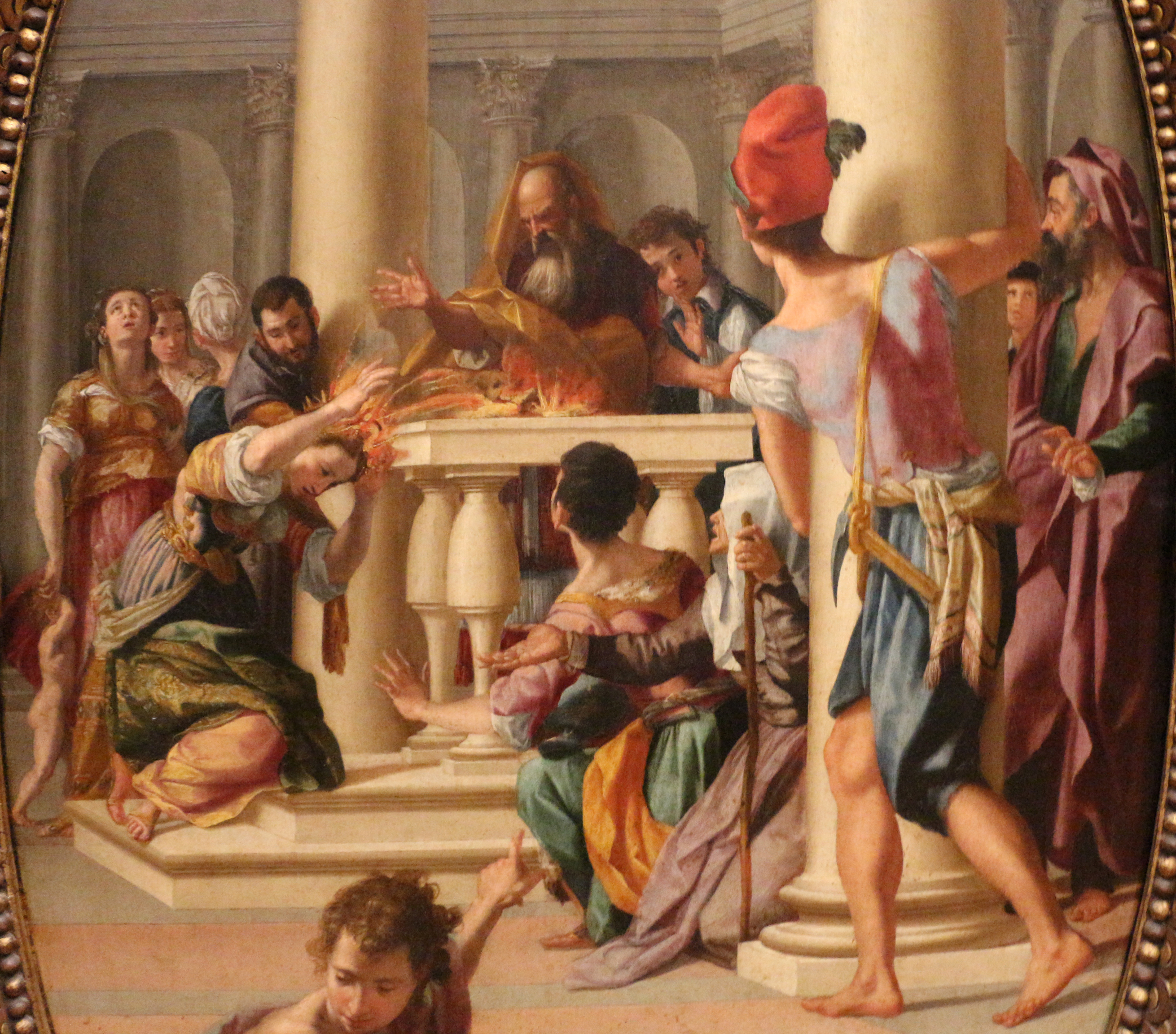
Жертвоприношение Лавинии. Деталь
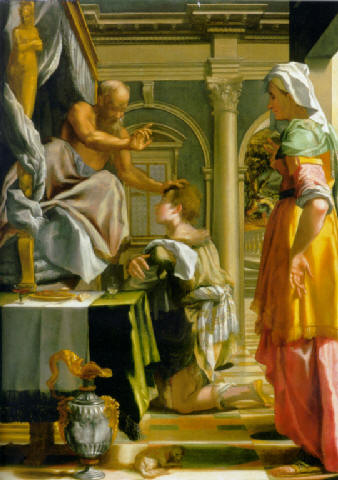
Исаак благословляет Иакова. Палаццо Веккьо, Флоренция
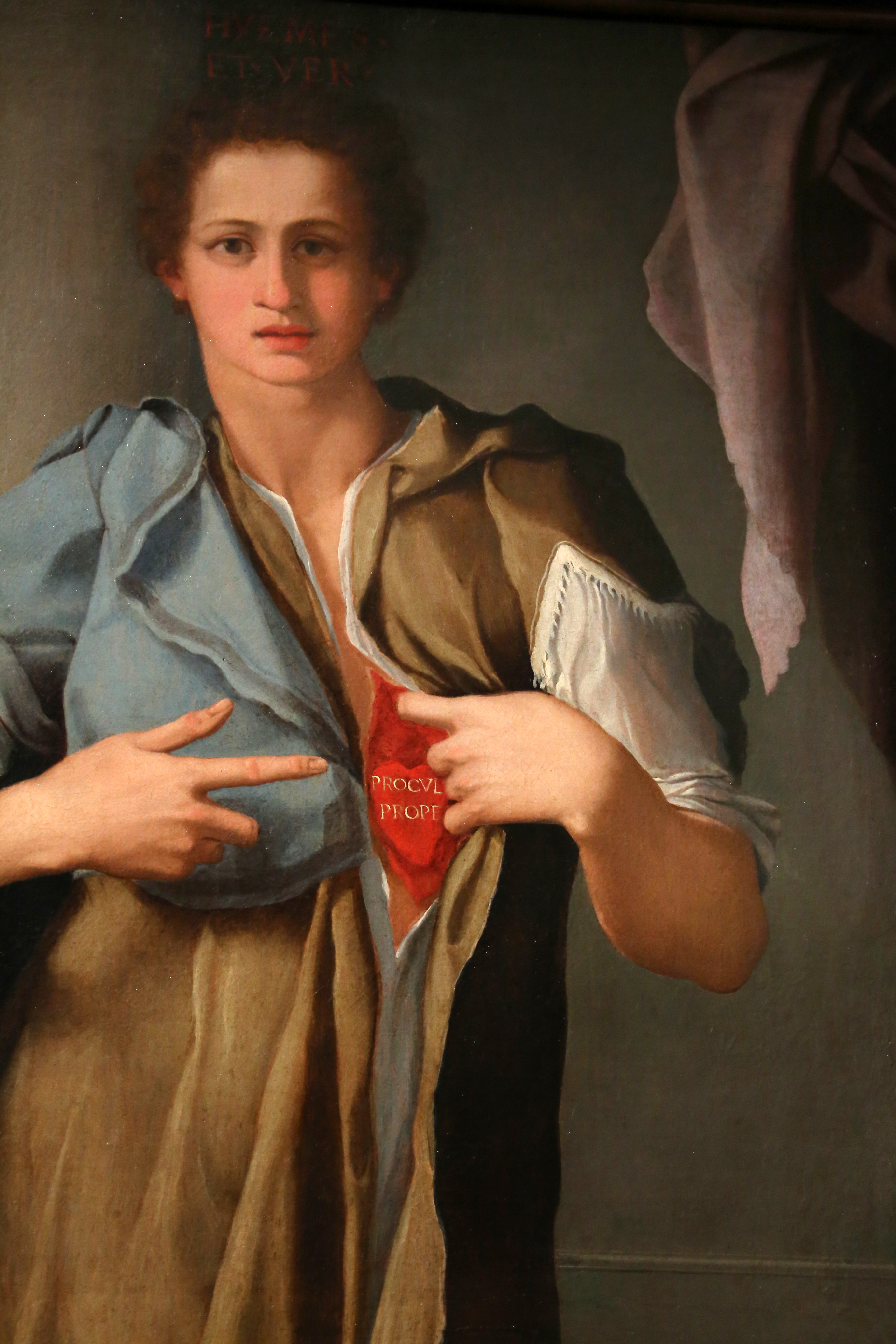
Портрет юноши как аллегория дружбы. После 1565. Частное собрание
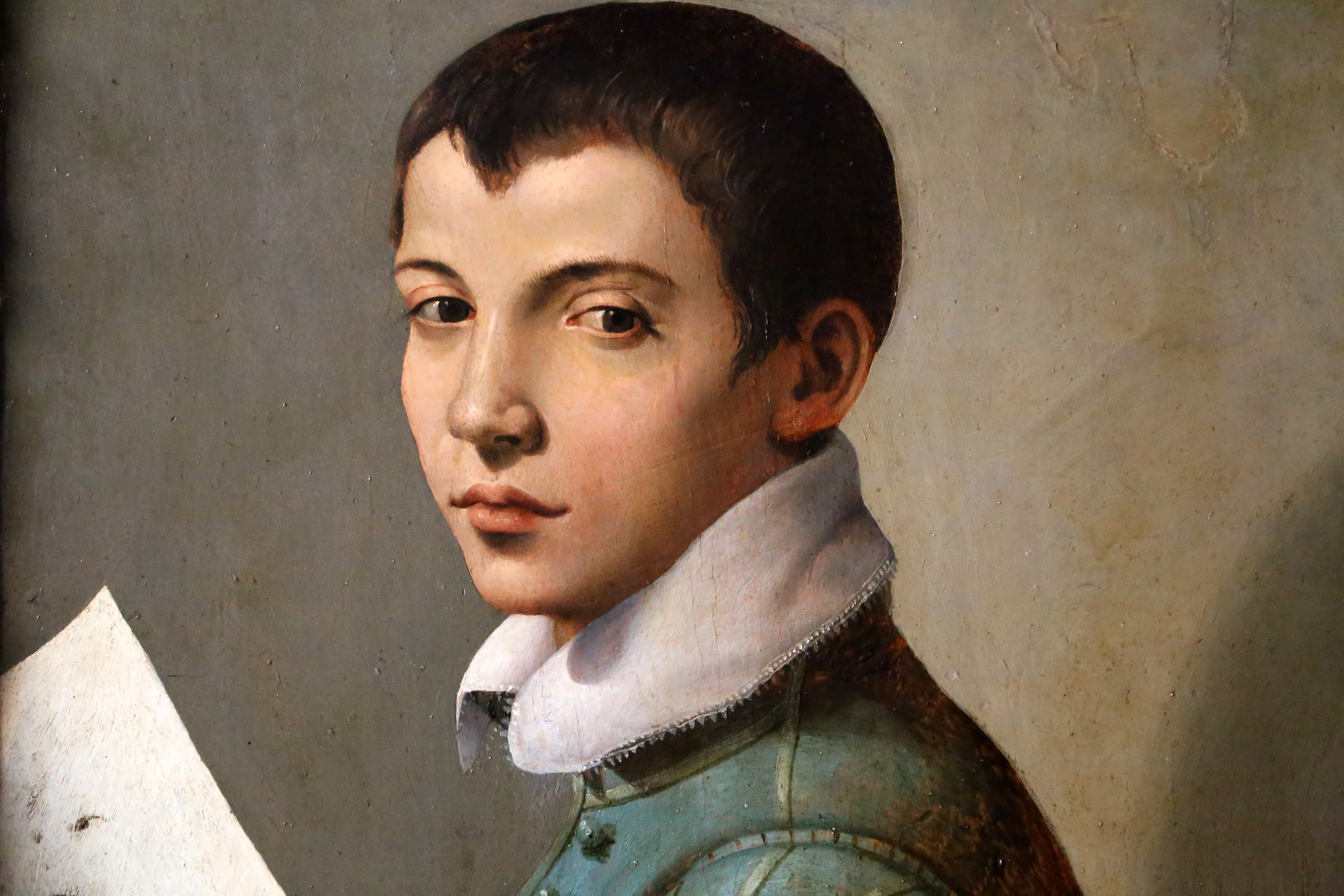
Портрет юноши. Деталь. Между 1560 и 1570. Холст, масло. Музей Бардини, Флоренция
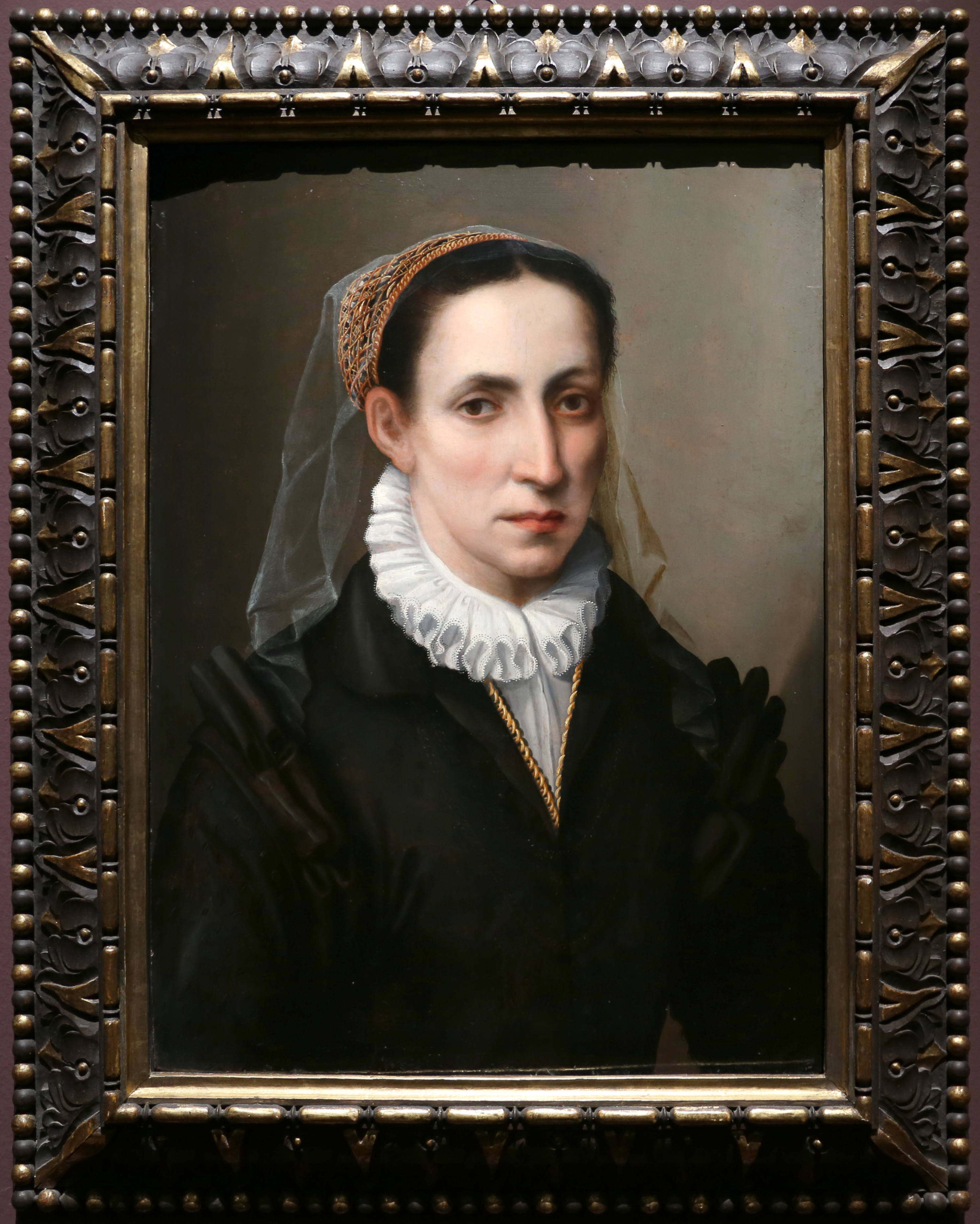
Портрет дамы. Ок. 1570. Холст, масло. Частное собрание